# Shatt al-Arab
Shatt al-Arab (arabiska: شط العرب), även Arvand Rud (persiska: اروند رود), är en cirka 200 km lång flod i Mellanöstern som bildas genom sammanflödet av de två floderna Eufrat och Tigris i södra Irak och rinner ut i Persiska viken.
I söder utgör floden gräns mellan Irak och Iran ner till flodens utlopp vid Persiska viken. Den 6 mars 1975 undertecknades Algeravtalet i Algeriet av den iranske shahen Mohammad Reza Pahlavi och Iraks vicepresident Saddam Hussein. I Algeravtalet fastslogs att gränsen mellan länderna skulle gå vid Shatt al-Arab.
Olika territoriella krav och dispyter om rätten att färdas på floden mellan dessa två länder var faktorer som ledde till krig mellan länderna (Iran–Irak-kriget) mellan 1980 och 1988. Staden Abadan som är belägen vid floden är en av Irans viktigaste hamnstäder. 